# وراء الجبل (حبيش)

تعديل مصدري - تعديل

وراء الجبل محلة تابعة لقرية ذى راشد، التابعة لعزلة العارضة بمديرية حبيش إحدى مديريات محافظة إب في الجمهورية اليمنية، بلغ تعداد سكانها 51 حسب تعداد اليمن لعام 2004.